# Сергіно (Родовська волость, Родове)
Сергіно (рос. Сергино) — присілок в Палкінському районі Псковської області Російської Федерації.
Населення становить 47 осіб. Входить до складу муніципального утворення Качановська волость.

## Історія
Від 2015 року входить до складу муніципального утворення Качановська волость.

## Населення
| 2001 | 2002 | 2010 | 2016 |
| ---- | ---- | ---- | ---- |
| 18   | ↗34  | ↘25  | ↗47  |